# Tre delitti rituali
Tre delitti rituali (Trois crimes rituels) è un libro di Marcel Jouhandeau in cui sono analizzati tre delitti che l'autore ha ritenuto "assolutamente unici". Questo scritto apparve in Francia per la prima volta nel 1962 e comprende i seguenti casi:
1. Gli amanti di Vendôme (Denise Labbè - Jacques Algarron)
2. Il processo Évenou - Deschamps
3. Il delitto del parroco di Uruffe (Règine Fays - Desnoyers)